# 常陳七
大熊座67，又名BD+43 2179，HD 104513、SAO 44002、HR 4594，是大熊座的一颗恒星，视星等为5.21，位于銀經151.89，銀緯71.2，其B1900.0坐标为赤經11h 57m 2.2s，赤緯+43° 71.2′ 2″。